# Carolina Malchair Selecque
Carolina Malchair Selecque (Marbella, 31 de maig de 1982) és una exgimnasta rítmica espanyola que va ser campiona del món de 3 cintes i 2 cèrcols al Mundial de Sevilla (1998), a més d'assolir altres nombroses medalles amb la selecció nacional de gimnàstica rítmica d'Espanya, com la plata en la general d'aquest Mundial o diverses medalles en Europeus. Va participar en els Jocs Olímpics de Sydney 2000

## Biografia esportiva

### Inicis
Carolina, de pares belgues, va néixer a Marbella (Espanya), encara que és gaditana d'adopció. Es va iniciar en la gimnàstica rítmica als 7 anys al Club Poliesportiu Cadis, després que amb 6 anys comencés a fer ballet. Allí va ser entrenada en primer lloc per Margarita Tomova i Sonia Petrova, i posteriorment per l'exgimnasta russa Elena Tomàs, que va ser campiona del món de cinta al Mundial de Londres 1979. El 1996, amb el conjunt júnior espanyol, va ser 5a en el torneig internacional de Thiais i va assolir el 15è lloc en el Campionat d'Europa celebrat a Asker/Oslo. Aquell equip júnior estava integrat per Carolina, Marta Calamonte, Ana del Toro, Carolina Montes, Beatriz Nogales, Carmina Verdú i, com a suplents, Blanca López Belda i Tania Pacheco.

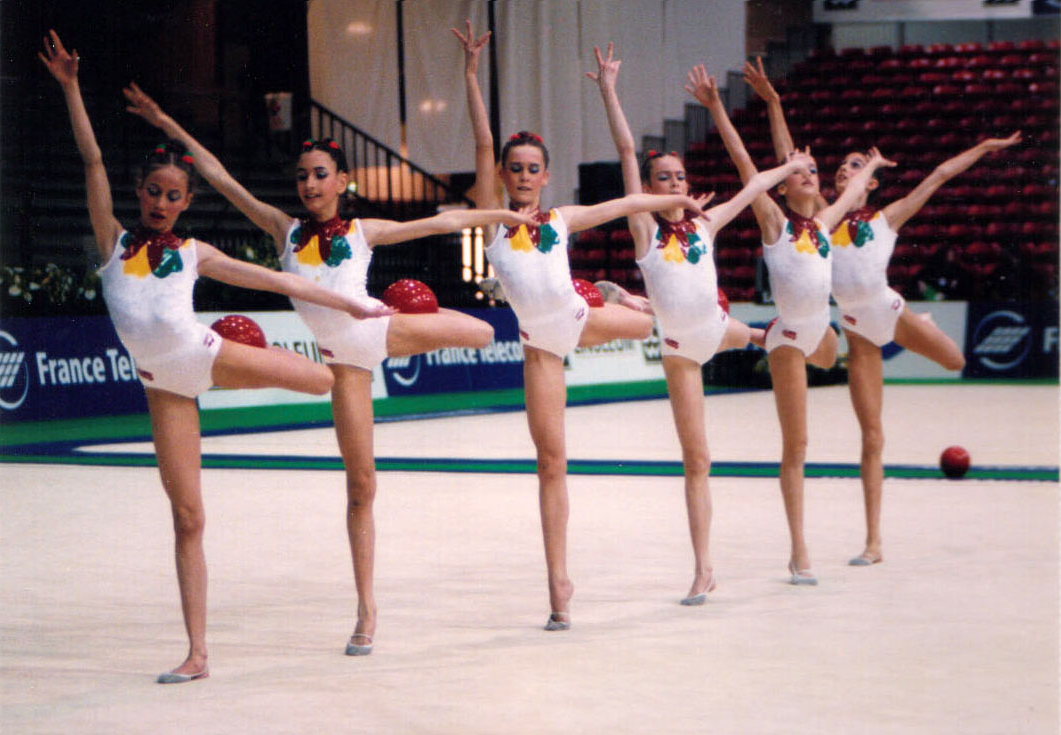
Conjunt espanyol júnior de gimnàstica rítmica en el Campionat Europeu d'Asker/Oslo el 1996. D'esquerra a dreta: Carolina Montes, Ana Del Toro, Marta Calamonte, Carolina Malchair, Carmina Verdú i Beatriz Nogales

Al març de 1997 va entrar en el conjunt sènior de la selecció nacional de gimnàstica rítmica d'Espanya.

### Etapa en la selecció nacional

#### 1997: Europeu de Patras
Pel 1997, les components de l'equip ja havien traslladat la seva residència del xalet de Canillejas a un edifici annex a l'INEF i havien començat a entrenar al Centre d'Alt Rendiment de Madrid. Maria Fernández era des de desembre de 1996 la nova seleccionadora nacional, després de la marxa d'Emilia Boneva, que havia estat operada al novembre del cor. A principis d'any es van incorporar al conjunt, a més de Carolina, Sara Bayón i Marta Calamonte. A l'abril, després de la retirada de Marta Baldó, Estela Giménez i Estíbaliz Martínez, i la lesió de Marta Calamonte, es va incorporar a més Esther Domínguez. Carolina va ser aquest any gimnasta titular en els dos exercicis. El de 5 pilotes tenia com a música una barreja de cançons d'Édith Piaf, com «Non, je ne regrette rien» i «Hymne à l'amour», mentre que el de 3 pilotes i 2 cintes usava «Las cosas del querer», composta per Quintero, León i Quiroga.
Després d'alguns tornejos com el Ciutat d'Eivissa o el Gran Trofeu Campofrío, Carolina va disputar al maig la seva primera competició oficial, el Campionat Europeu de Gimnàstica Rítmica celebrat a Patres. Com Carolina tenia encara la nacionalitat belga, el 23 de maig, poc abans de començar la participació del conjunt en el Campionat, se li va ser atorgada la nacionalitat espanyola perquè pogués competir amb Espanya. En aquesta competició va assolir un quart lloc en el concurs general, a més d'una medalla de plata en 5 pilotes i una altra de bronze en 3 pilotes i 2 cintes. El primer dia, amb una nota acumulada de 38,300 en el concurs general, es van quedar a 50 mil·lèsimes del podi. En les finals per aparells de l'endemà van obtenir una nota de 19,600 en l'exercici de 5 pilotes, que els va atorgar la medalla de plata. En l'exercici mixt de 3 pilotes i 2 cintes van assolir una nota de 19,500 que les va portar al tercer calaix del podi. El conjunt estava integrat llavors per Carolina, Sara Bayón, Nuria Cabanillas, Esther Domínguez, Lorena Guréndez, Tania Lamarca, i Marta Calamonte com a suplent. Posteriorment obtindria la medalla d'or en l'Epson Cup. Aquest any se li va concedir a Carolina el Premi Ciutat de Cadis d'Esports a la millor esportista femenina.

#### 1998: Títol mundial a Sevilla
El 1998, els exercicis van ser el de 3 cintes i 2 cèrcols, i el de 5 pilotes, que van emprar com a música la sevillana «Juego de luna y arena» (inspirada en un poema de Lorca) i el tango «El vaivén» respectivament, dos temes de José Luis Barroso. Carolina seria suplent en el primer i titular en el segon. Després de disputar l'equip alguns tornejos preparatoris a Calamata i a Budapest, al maig de 1998 va assolir proclamar-se campió mundial en el Campionat del Món de Sevilla. Va ser en la competició de 3 cintes i 2 cèrcols, on el conjunt va superar a Belarús amb una puntuació de 19,850. A més, el primer dia l'equip havia obtingut la medalla de plata en el concurs general amb una nota acumulada de 39,133. Van ocupar el setè lloc en la competició de 5 pilotes. El combinat nacional va rebre en aquest campionat el Premi Longines a l'Elegància, un trofeu que sol lliurar la marca de rellotges homònima i la FIG durant les competicions internacionals de gimnàstica destacades. El conjunt d'aquest any el van compondre, a més de Carolina, Sara Bayón, Marta Calamonte, Lorena Guréndez, Beatriz Nogales, Paula Orive, i Núria Cabanillas com a suplent.

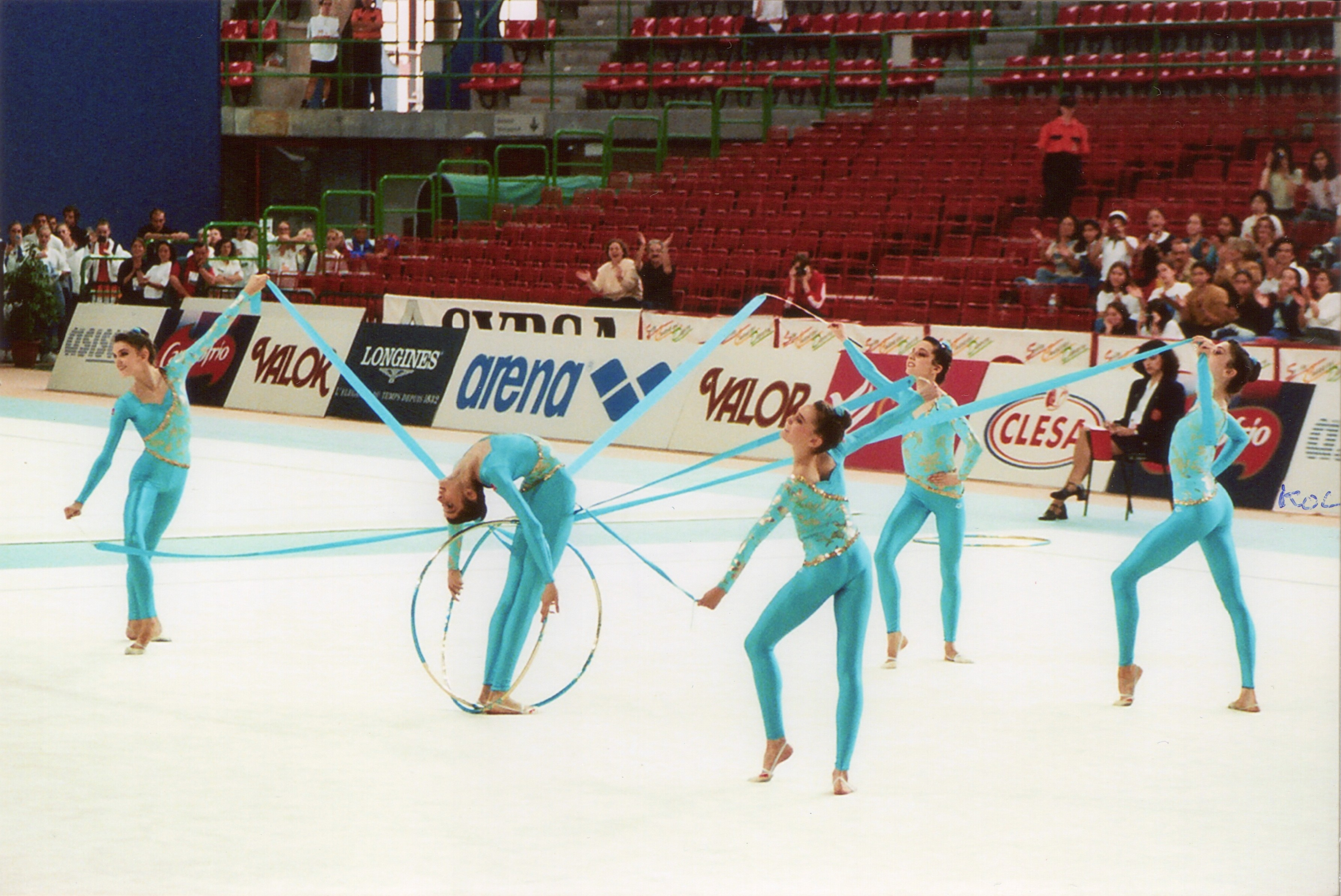
Final de l'exercici de 3 cintes i 2 cèrcols a la general del Mundial de Sevilla (1998), on fan servir la sevillana «Juego de luna y arena», inspirada en un poema de Lorca
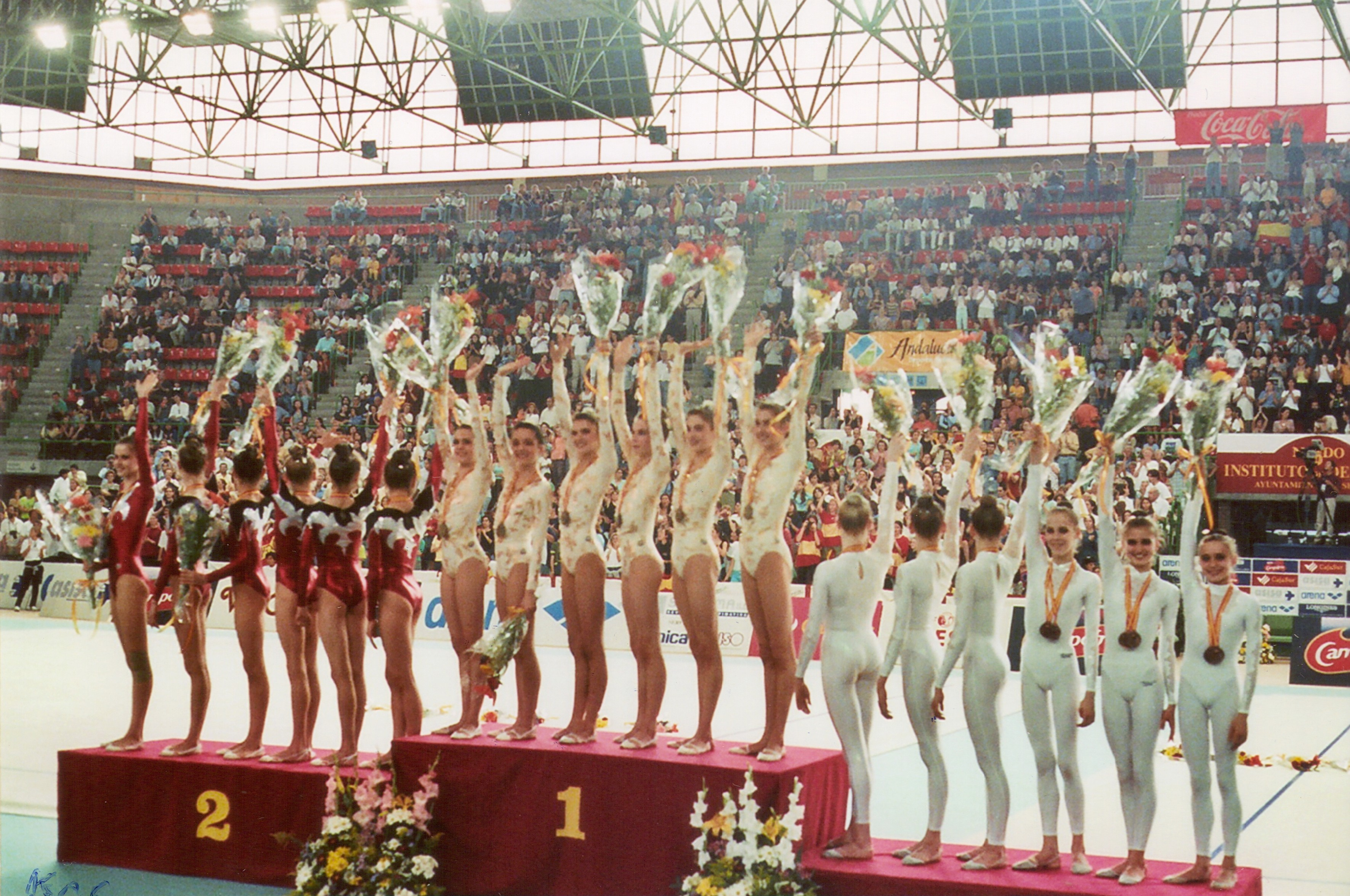
L'equip amb l'or en el podi de la final de 3 cintes i 2 cèrcols a Sevilla

#### 1999 - 2000: Mundial d'Osaka i Jocs Olímpics de Sydney
El 1999 Nancy Usero ja era la nova seleccionadora i entrenadora del conjunt. Nancy va comptar aquesta temporada amb Dalia Kutkaite com a assistent i entrenadora del conjunt júnior, i amb Cristina Álvarez com a coreògrafa el primer any. Durant aquest any, els dos exercicis van ser el de 3 cintes i 2 cèrcols, i el de 10 maces, el primer amb «Zorongo gitano» i el segon amb «Babelia» de Chano Domínguez, Hozan Yamamoto i Javier Paxariño, com a música. Carolina seria titular en els dos exercicis. El conjunt titular el van compondre aquest any Carolina, Sara Bayón, Marta Calamonte, Lorena Guréndez, Beatriz Nogales i Paula Orive. A finals de maig es va disputar el Campionat Europeu a Budapest. En el concurs general, el conjunt va quedar en setena posició, a causa d'una mala qualificació en l'exercici de 10 maces. En la competició de 3 cintes i 2 cèrcols va obtenir la medalla de bronze. L'agost el conjunt va assolir la medalla de plata en 3 cintes i 2 cèrcols al DTB-Pokal de Bochum. A finals de setembre es va disputar el Campionat Mundial d'Osaka. El conjunt va quedar en setena posició en el concurs general, el que els va donar la classificació per als Jocs Olímpics de Sydney de l'any següent. Posteriorment, va ocupar el sisè lloc tant en l'exercici de 3 cintes i 2 cèrcols com en el de 10 maces.

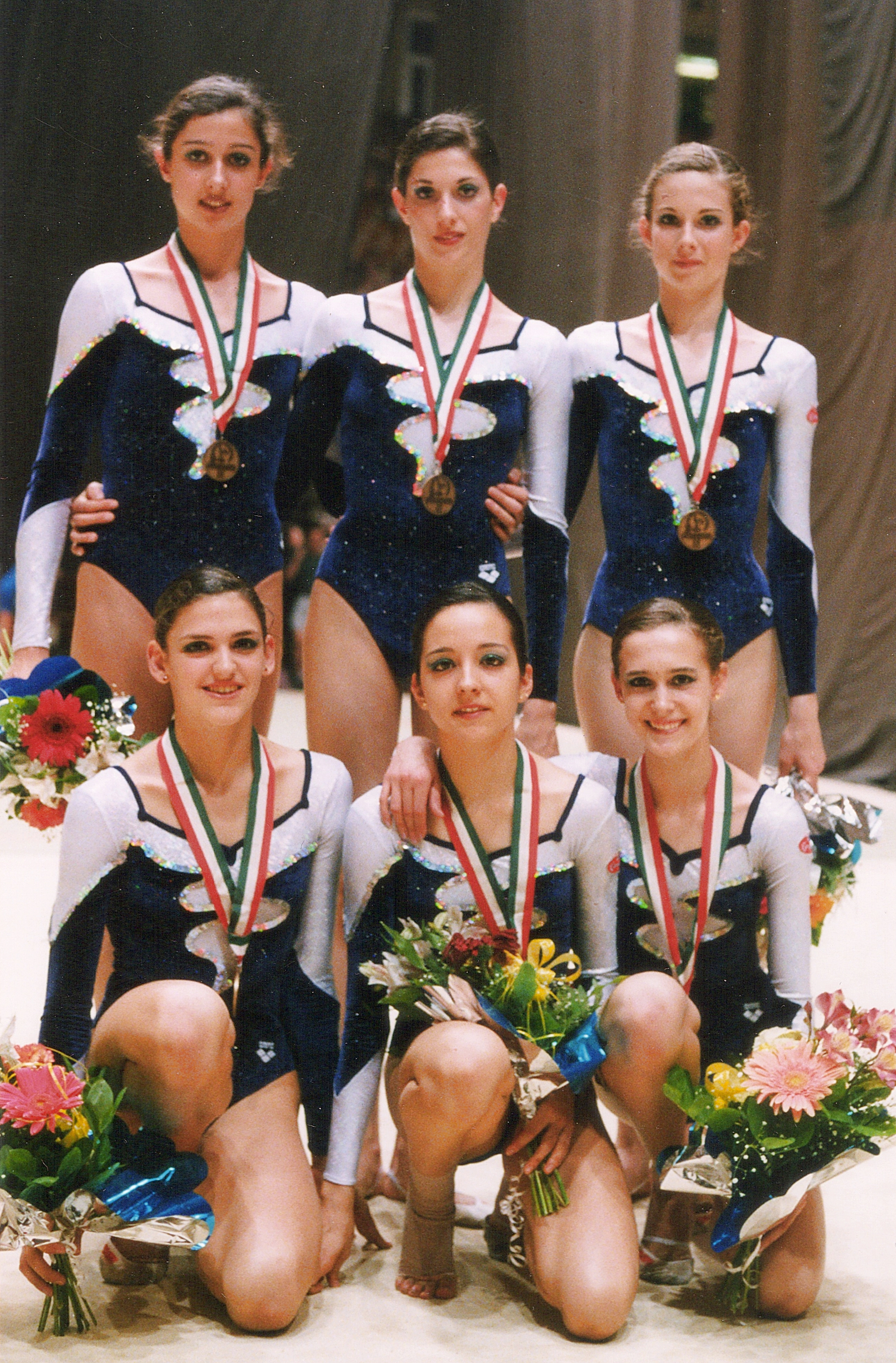
Malchair (de peu, a la dreta) amb l'equip nacional a l'Europeu de Budapest, 1999
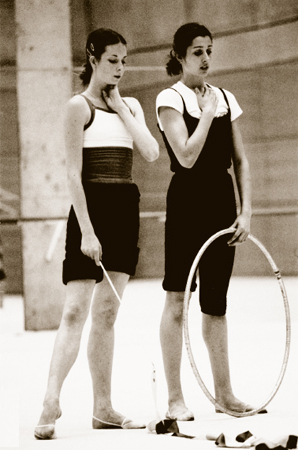
Carolina Malchair (esquerra) al costat de Beatriz Nogales durant un entrenament del conjunt nacional al CAR de Madrid, 2000

Per 2000, any olímpic, el combinat espanyol va compondre nous muntatges tant per a l'exercici de 3 cintes i 2 cèrcols, ara amb música de Los Activos i Vicente Amigo, com per al de 10 maces, amb una barreja de cançons de The Corrs i Loreena McKennitt. En sengles exercicis Carolina seria gimnasta titular. Del 2 a l'11 de gener es van concentrar al Centre d'Alt Rendiment per a entrenament en alçada del CSD a Sierra Nevada (Granada). En els tornejos internacionals d'inici de temporada van assolir bons resultats, com la plata en la general, l'or en maces i la plata en el mixt a Madeira, el bronze a la general, el 8è lloc en maces i la plata en el mixt a Thiais, la plata a Calamata, i novament una plata a Màlaga.
Al setembre de 2000 van tenir lloc els Jocs Olímpics de Sydney. El conjunt espanyol, integrat per Carolina, Igone Arribas, Marta Calamonte, Lorena Guréndez, Beatriz Nogales i Carmina Verdú, tenia l'oportunitat de revalidar la medalla d'or conquerida quatre anys enrere a Atlanta en la mateixa competició. No obstant això, una sèrie d'errors en l'execució dels dos exercicis, com un nus a una cinta i dues caigudes de maces, va provocar que el combinat espanyol se situés en la desena i última posició en la fase de classificació, de manera que no va poder participar en la final. Carolina es va convertir així en la tercera gimnasta andalusa que va assolir ser olímpica, després d'Agustín Sandoval i Elisa Cabell, sent la primera en gimnàstica rítmica.

### Retirada de la gimnàstica
Carolina es va retirar a finals de l'any 2000, després de disputar els Jocs Olímpics de Sydney. Durant diversos anys es va celebrar a Cadis el Trofeu de Gimnàstica Rítmica «Carolina Malchair Selecque» en el seu honor. Va començar a estudiar Turisme, encara que abans d'acabar-los va passar a estudiar Secretariat, arribant a treballar com a secretària de Direcció d'un despatx d'advocats. El 23 de juliol de 2016 va ser una de les figures destacades de la gimnàstica rítmica espanyola convidades a la Gala 20è Aniversari de la Medalla d'Or a Atlanta '96, celebrada a Badajoz. En l'actualitat treballa d'entrenadora a l'Escola Europea de Gimnàstica a Madrid i al Club Gimnàstic Coslada, on entrena junt amb la també exgimnasta Marina Viejo.

## Equipaments
| Període      | Proveïdor |
| ------------ | --------- |
| 1996 - 2000  | Arena     |
| 2000 (JJ.OO) | Fumarel   |

## Música dels exercicis
| Any  | Aparells                            | Música |
| ---- | ----------------------------------- | --- |
| 1997 | 5 pilotes                           | Barreja de cançons d'Édith Piaf, com «Non, je ne regrette rien» i «Hymne à l'amour».                                             |
| 1997 | 3 pilotes i 2 cintes                | «Las cosas del querer», copla composta per Quintero, León i Quiroga.                                                             |
| 1998 | 5 pilotes                           | Tango «El vaivén», de José Luis Barroso.                                                                                         |
| 1998 | 3 cintes i 2 cercles                | Sevillana «Juego de luna y arena» (inspirada en un poema de Lorca), de José Luis Barroso.                                        |
| 1999 | 10 maces                            | «Babelia», de Chano Domínguez, Hozan Yamamoto i Javier Paxariño.                                                                 |
| 1999 | 3 cintes i 2 cercles                | «Zorongo gitano», cançó popular espanyola adaptada per Federico García Lorca i La Argentinita.                                   |
| 1999 | Exercici d'exhibició (mans lliures) | «Balanca», tema flamenc. |
| 2000 | 10 maces                            | Barreja de cançons de The Corrs i Loreena McKennitt, amb els temes «Toss the Feathers», «Irish Music», «Someday» i «Erin Shore». |
| 2000 | 3 cintes i 2 cercles                | Barreja de cançons de Los Activos i Vicente Amigo, amb els temes «Mestizo», «Poeta en el viento» i «Flor de la noche».           |

## Palmarès esportiu

### Selecció espanyola
| 1996 - Torneig Internacional de Thiais 5è lloc en final (6 pilotes) - Campionat d'Europa d'Asker/Oslo 15è lloc en preliminars (6 pilotes) 1997 - Ciutat d'Ibiza Plata al concurs general - Gran Trofeu Campofrío Plata al concurs general - Campionat d'Europa de Patres 4t lloc al concurs general Plata en 5 pilotes Bronze en 3 pilotes i 2 cintes - Epson Cup Or al concurs general 1998 - Thiais Or en concurs general Or en 5 pilotes Or en 3 cintes i 2 cercles - Kalamata Cup Plata al concurs general Or en 5 pilotes Or en 3 cintes i 2 cercles - Budapest Tournament Or al concurs general Or en 5 pilotes Or en 3 cintes i 2 cercles - Estella International Or al concurs general - Campionat del Món de Sevilla Plata al concurs general 7è lloc en 5 pilotes Or en 3 cintes i 2 cercles | 1999 - Kalamata Cup 7é lloc al concurs general Bronze en 10 maces - Thiais 4t lloc al concurs general 4t lloc en 10 maces Bronze en 3 cintes i 2 cercles - Budapest Tournament Or al concurs general 4t lloc en 10 maces Or en 3 cintes i 2 cercles - Campionat d'Europa de Budapest 7è lloc al concurs general Bronze en 3 cintes i 2 cercles - DTB-Pokal de Bochum 6è lloc al concurs general 5è lloc en 10 maces Plata en 3 cintes i 2 cercles - Campionat del Món d'Osaka 7è lloc al concurs general 6è lloc en 10 maces 6è lloc en 3 cintes i 2 cercles 2000 - Madeira Cup Plata al concurs general Or en 10 maces Plata en 3 cintes i 2 cercles - Thiais Bronze en concurs general 8è lloc en 10 maces Plata en 3 cintes i 2 cercles - Kalamata Cup Plata en concurs general - Málaga International Plata en concurs general - Jocs Olímpics de Sydney 2000 10è lloc a la qualificació |

## Premis, reconeixements i distincions
- Premi Longines a l'Elegància al Campionat del Món de Sevilla (1998).[9]
- Millor Promesa de l'Esport de 1998 als Premis Andalusia dels Esports, atorgats per la Junta d'Andalusia (1999).[16]

## Programes de televisió
| Programes de televisió | Programes de televisió | Programes de televisió | Programes de televisió |
| Any                    | Títol                  | Cadena                 | Notes                  |
| ---------------------- | ---------------------- | ---------------------- | ---------------------- |
| 1999                   | Escuela del deporte    | La 2 de TVE            | Aparició al reportatge |